# Karl Christian Lammers
Karl Christian Lammers (født 1943) er en dansk forfatter af historiske værker og historiker, kommentator og lektor ved Københavns Universitet fra 1969 til 2013. Han specialiserer sig i moderne tysk historie og nazisme.
Lammers var i 1992-2007 medlem af redaktionen af tidsskriftet European Contemporary History i London.[kilde mangler] Han var konsulent i Tysklands historie på Danmarks Nationalleksikon og har haft flere gæsteprofessorater i Tyskland.[kilde mangler]

## Biografi, kort
- 1969, cand.mag. i historie og tysk, Københavns Universitet.
- 1969, ansættelse som amanuensis ved Institut for Samtidshistorie, Københavns Universitet.
- 1975, Lektor ved Institut for Samtidshistorie, Københavns Universitet.
- 1994/ – , medlem af Editorial Board for Contemporary European History.
- 1994/ 1995, gæsteprofessor ved universitetet i Kiel, Tyskland.
- 1999/ 2000, gæsteprofessor og professor ved universitetet i Tübingen, Tyskland.
- 2001/ -, koordinator af undergruppen Norden and the German Question i det nordiske Koldkrigs-projekt.

## Forskning
- Monografi om det dansk-tyske forhold efter 1945 (Danmark og det tyske problem)
- Fremstilling af anden verdenskrigs historie.